# Parafia Matki Bożej Królowej Polski w Kocmaniu
Parafia Matki Bożej Królowej Polski w Kocmaniu – parafia rzymskokatolicka terytorialnie i administracyjnie znajdująca się w archidiecezji lwowskiej, w dekanacie Czerniowce. W parafii posługują księża archidiecezjalni.